# 286P/Christensen
286P/Christensen è una cometa periodica appartenente alla famiglia delle comete gioviane. La cometa è stata scoperta il 13 giugno 2005 dall'astronomo statunitense Eric J. Christensen, la sua riscoperta il 19 maggio 2013 da parte dell'astrofilo giapponese Hidetaka Sato ha permesso di numerarla.
Una caratteristica di questa cometa è di avere una piccola MOID col pianeta Giove che porterà i due corpi celesti a sole 0,148 U.A. di distanza il 23 febbraio 2132. Questa caratteristica farà sì che in futuro la cometa cambi drasticamente la sua attuale orbita.